# Dexia triquetra
Dexia triquetra là một loài ruồi trong họ Tachinidae.